# Жук Олександр Борисович
Олександр Борисович Жук (нар. 13 жовтня 1922, Умань, УСРР — пом. 18 лютого, 2002, Москва, Російська Федерація) — радянський і російський художник-ілюстратор, зброєзнавець, історик стрілецької зброї. Заслужений працівник культури РРФСР (1975). Кавалер Ордена «Дружби» № 50.

## Життєпис
Олександр Борисович народився 13 жовтня 1922 р. у м. Умань Київська губернія Українська соціалістична радянська республіка (зараз Черкаська область, Україна) у сім'ї робітника «Рабземлісу». З дитинства Олександр цікавився зброєю.
Сім'я переїхала до Черкас, навколо яких розташовувалось чимало військових таборів.
Пізніше переїхала до м. Тула.
У 1933 р. сім'я переїздить до Пермі, де батько починає працювати в «Ураленерго».
У 1934 р. сім'я переїжджає до Москви. З цього часу Олександр починає замальовувати зброю з першого зброярського каталогу (1937—1938 рр.). Основними захопленнями стали; авіація, нумізматика і зброя.
Відвідує стрілецький тир, найчастіше — тир шкільних шефів: МІФЛІ (Московський нститут філософії, літератури й історії), збирає колекцію гільз. За успішну стрільбу отримав значок «Юний ворошиловський стрілок».
У роки німецько-радянської війни служив у ПВО, старший сержант.
Закінчив Московське обласне художнє училище пам'яті 1905 року.

## Трудова діяльність
Працював художником у видавництві «Воєнвидав», потім з 1965 р. — в Управлінні речового забезпечення Міністерство оборони СРСР.
У 1967 р. генерал-полковником В. П. Маргелов, у той час командувач Повітряно-десантними військами, схвалив ескізи нової формі одягу для повітряно-десантних військ. Разробником ескізів був художник О. Б. Жук. Він також брав участь у розробці форменного одягу для працівників митниці, Міністерство шляхів сполучень, прокуратури.
- 14 нарукавних знаків Радянська армія були запроваджені Наказом МО СРСР від 26.07.1969 N190.
- Парадна форма одягу солдат мотострілецьких військ Радянської Армії зразка 1969 р.

У цьому ж році міністром оборони СРСР став А. А. Гречко, який ініціював розробку нової форми для військовослужбовців Радянської армії, в якій активну участь взяв і О. Б. Жук.

## Нагороди авторства О.Б.Жука[6]
- Ювілейна медаль «50 років Збройних Сил СРСР» (1967);
- Орден «Дружби народів» (1972). Автор Жук О. Б.Орден «Дружби народів» (1972);

Орден «Дружби народів» (1972). Автор Жук О. Б.

- Медаль «За відзнаку у військовій службі» (1974);
- Медаль «За зміцнення бойової співдружності» (1979);
- Ювілейна медаль «70 років Збройних Сил СРСР» (1988);

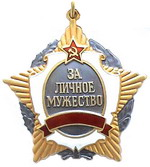
Орден «За особисту мужність»

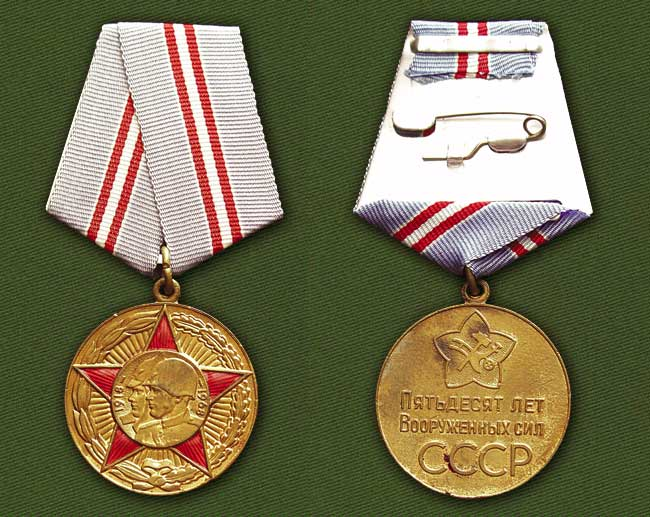
Медаль «50 років Збройним силам СРСР»

- Орден «За особисту мужність» (1988);
- Орден «Дружби» (1994).

## Нагрудні знаки авторства Жука
- Знак «25 років Перемоги у Великій Вітчизняній війні 1941—1945»[7]
- Маточник о.с. медалі «Братство по оружию. Варшавский договор. 1978 г.» 1978 р. Автори: медальєр Єгоров Юрій Михайлович, медальєр Жук Олександр Борисович
- Маточник л.с. медалі «Братство по оружию. Варшавский договор. 1978 г.» 1978 р.[8] Автори: медальєр Єгоров Юрій Михайлович, медальєр Жук Олександр Борисович
- Нагрудний знак «Воїну-інтернаціоналісту»[9] (1988),
- Знаки «Чемпіонат Збройних Сил СРСР» I, II, III місце;
- Знак «За дальний похід. Океан»;
- Знак «Патруль»;
- Знак «Інспектор ВАІ».

## Допрацьовані
- Знак «За бойове тралення»;
- Знак «За розмінування»;
- Знак «Військовий льотчик — снайпер»;
- Знак «Військовий штурман — снайпер».

## Інші досягнення
За його словами розробив у 1941 р. проект самозарядної гвинтівки.
Дизайнер спеціальної зброї — револьвера для космонавтів ТОЗ-81 "Марс" (в серію не запустили).
Автор бордового (малинового) берета для радянських десантників.

## Нагороди
- Орден Дружби № 50.
- Лауреат Премії ім. С. І. Мосіна за медаль «Воїну- інтернаціоналісту»

## Книги
Основним працею Жука О. Б. був довідник по стрілецькій зброї, де були зібрані відомості про ручну стрідецьку зброю, крім ручних кулеметів, з часів появи унітарних патронів і до 1980-х рр.
Довідник був виданий у 2-х томах:
- Жук О. Б. Револьверы и пистолеты. М.: Военвидав, 1983;
- Жук О. Б. Винтовки и автоматы. М.: Военвидав, 1987.

Розділ про пістолети-кулемети вже був внесений в другий том, але ще не вказаний у заголовку.
Перша книга вийшла тиражем 50000 екземплярів і була розпродана через торговельні точки «Воєнвидаву» за кілька годин. У 1983 р. у Сокольники відбулася Міжнародна книжкова виставка, де книгу розкупили 34 країни. Позитивні відгуки про книгу були дані: Швейцарский зброярським інститутом, німецьким зброярським журналом DWJ, Королівським Музеєм зброї у Брюселі та іншими. У 1988 р. книга «Револьвери і пістолети» була перевидана у Чехословаччина, 1993 р. — у Югославія.
У 1992 р. довідник був перевиданий одною книгою.
- Жук О. Б. Стрелковое оружие. Револьверы, пистолеты, винтовки, пистолеты-пулеметы, автоматы. М. : Военвидав, 1992.

Надалі довідник кілька разів доповнювався і перевидавався. У різних варіантах довідник видавався у 17 країнах, Загальний тираж становить 2 млн екземплярів.
Автор ілюстрацій Радянська Військова Енциклопедія (1976—1980).
- Жук О. Б. Справочник по стрелковому оружию. М., Военное издательство, «Издательство АСТ». 1993. Тираж 5 000 экз.
- Жук О. Б. Современные пистолеты и револьверы. М.,ЭКСМО-Пресс". 1998. Тираж 7 000 екз.

## Книги про Жука О. Б
- Жук. Ю. А. Оружейный художник (Дневниковые и памятные записки А. Б. Жука). — М.- Берлин: Директ-Медиа, 2020. — 613 с. До книги увійшли щоденники та нотатки відомого зброяра. Автор книги — син Олександра Борисовича російський історик Жук Юрій Олександрович.